# Лосев, Виктор Васильевич
Ви́ктор Васи́льевич Ло́сев (род. 25 января 1959, Муром, Владимирская область) — советский и российский футболист, защитник. Мастер спорта (1984), заслуженный мастер спорта СССР (29.03.1989).

## Карьера

### Клубная
Воспитанник муромской юношеской команды «Локомотив». Первый тренер — Ю. А. Лодыгин.
Начинал играть в 1976 году за «Торпедо» (Владимир).
В 1979 приглашён в московское «Торпедо».
В 1981—1985 играл за «Факел» Воронеж.
С 1986 года — в составе клуба «Динамо» Москва. Зимой 1989 года у Лосева был вариант уехать играть в немецкий «Блау-Вайсс», однако его переход не согласовал ЦС «Динамо», который посчитал, что 200 тысяч марок — это мало за олимпийского чемпиона.
В начале 1992 года вместе с Валерием Сарычевым был на просмотре в клубе «Ильхва Чхонма». В ходе тестирования на физическую выносливость показал лучшие результаты в команде, после чего подписал предварительное соглашение на 2 года о переходе в новую команду. Однако в итоге переход не состоялся — команда не сумела оформить игроку визу, а выступать по временному контракту (3 месяца) Лосев отказался.
Завершил карьеру в 1992 году из-за повреждения связок коленного сустава.

### В сборной
Сыграл 3 матча в составе сборной СССР:
- 29 августа 1987. Товарищеский матч. Югославия — СССР 0:1. 90 минут
- 9 сентября 1987. Отборочный матч ЧЕ-1988. СССР — Франция 1:1. 90 минут
- 23 сентября 1987. Товарищеский матч. СССР — Греция 3:0. 90 минут

За олимпийскую сборную СССР в 1987—1988 годах сыграл 12 матчей.

### Тренерская
Тренировал команды «Техинвест-М» пос. Московский, «Факел» Воронеж, ФК «Серпухов», ФК «Химки».
Тренер юношеской сборной России (2003—2005). Тренер молодёжной сборной России (2005—2009).
С июня 2012 года — старший тренер ФК «Уфа».
В 2017 году в Муроме имя Виктора Лосева присвоено стадиону.

## Достижения
- Олимпийский чемпион 1988 года (капитан сборной СССР)
- Серебряный призёр чемпионата СССР: 1986
- Бронзовый призёр чемпионата СССР: 1990
- Бронзовый призёр чемпионата России: 1992
- Победитель первенства в Первой лиге СССР: 1984 («Факел» Воронеж, выход в высшую лигу)
- Награждён орденом Почёта (1989)